# Klepaczka (Częstochowa)
Pour les articles homonymes, voir Klepaczka.
Klepaczka est une localité polonaise de la gmina de Starcza, située dans le powiat de Częstochowa en voïvodie de Silésie.